# Teseo
Teseo (HWV 9) er en opera i fem akter af Georg Friedrich Händel.
Teseo var efter Rinaldo og Il pastor fido den tredje opera, Händel skrev i London. Han begyndte på den kort tid efter at han var blevet færdig med Il pastor fido men endnu før dennes urpremiere. Han blev færdig med partituret til Teseo den 19. december 1712.
Librettoen, der bygger på den franske libretto af Philippe Quinault til Thesée af Jean-Baptiste Lully fra 1675, er skrevet af Nicola Francesco Haym. Haym, der også havde skrevet librettoen til Rinaldo, overtog den dramatiske struktur fra det franske forlæg, en tragédie lyrique. Det er grunden til, at operaen har fem akter – hvilket ingen andre af Händels operaer har.
Uropførelsen fandt sted den 10. januar 1713 i Queen's Theatre i London. Operaen blev indtil maj det år opført 13 gange, hvorefter Händel ikke tog den op igen. Den blev først genopført meget senere, nemlig den 29. juni 1947 ved Göttinger Festspielen.

## Dramatis personae
- Teseo (soprankastrat)
- Agilea (sopran)
- Medea (sopran)
- Egeo (altkastrat)
- Clizia (sopran)
- Arcane (alt)
- Minervas præst (bas)